# Schlägerei

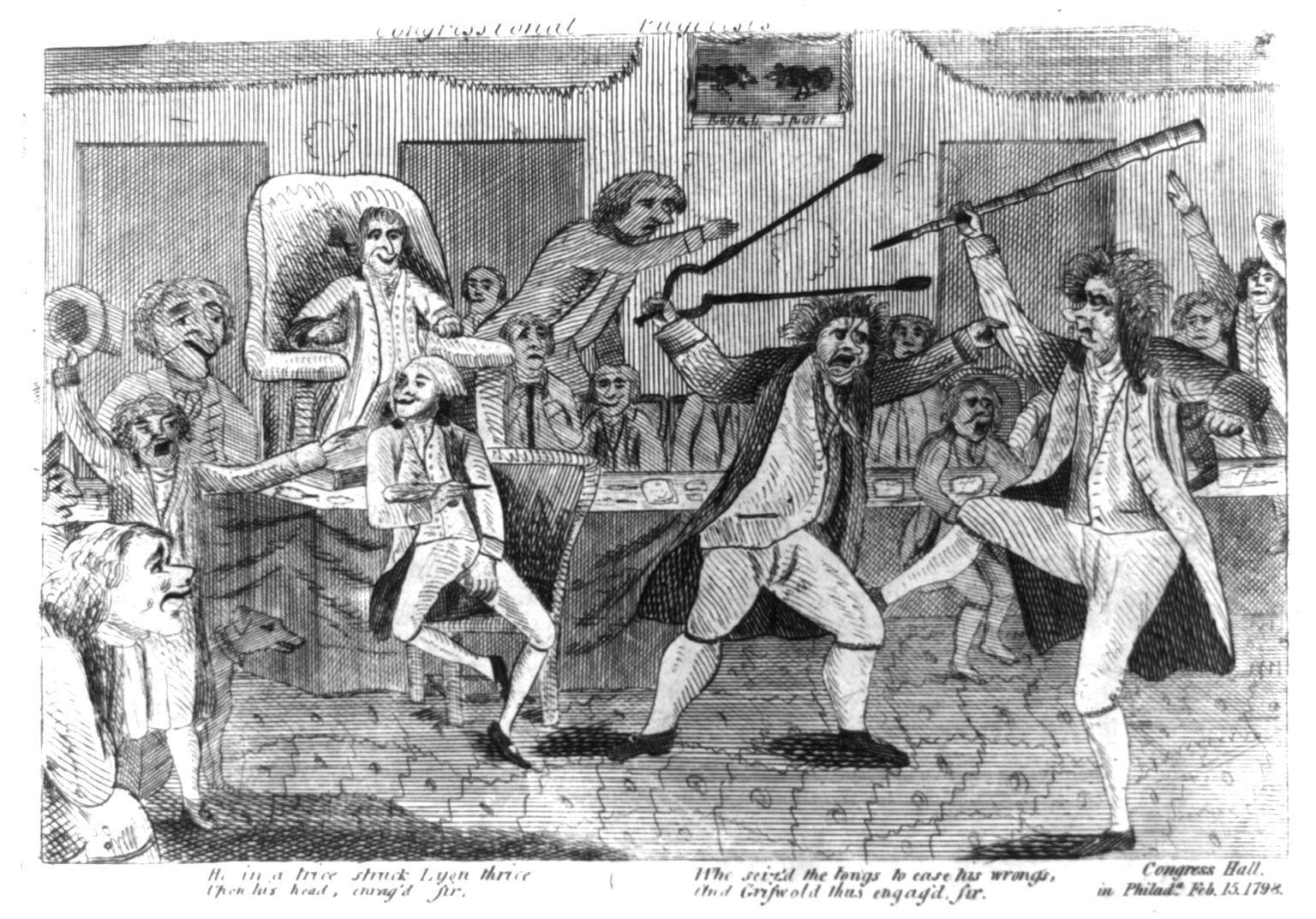
Schlägerei im Kongressgebäude der USA 1798

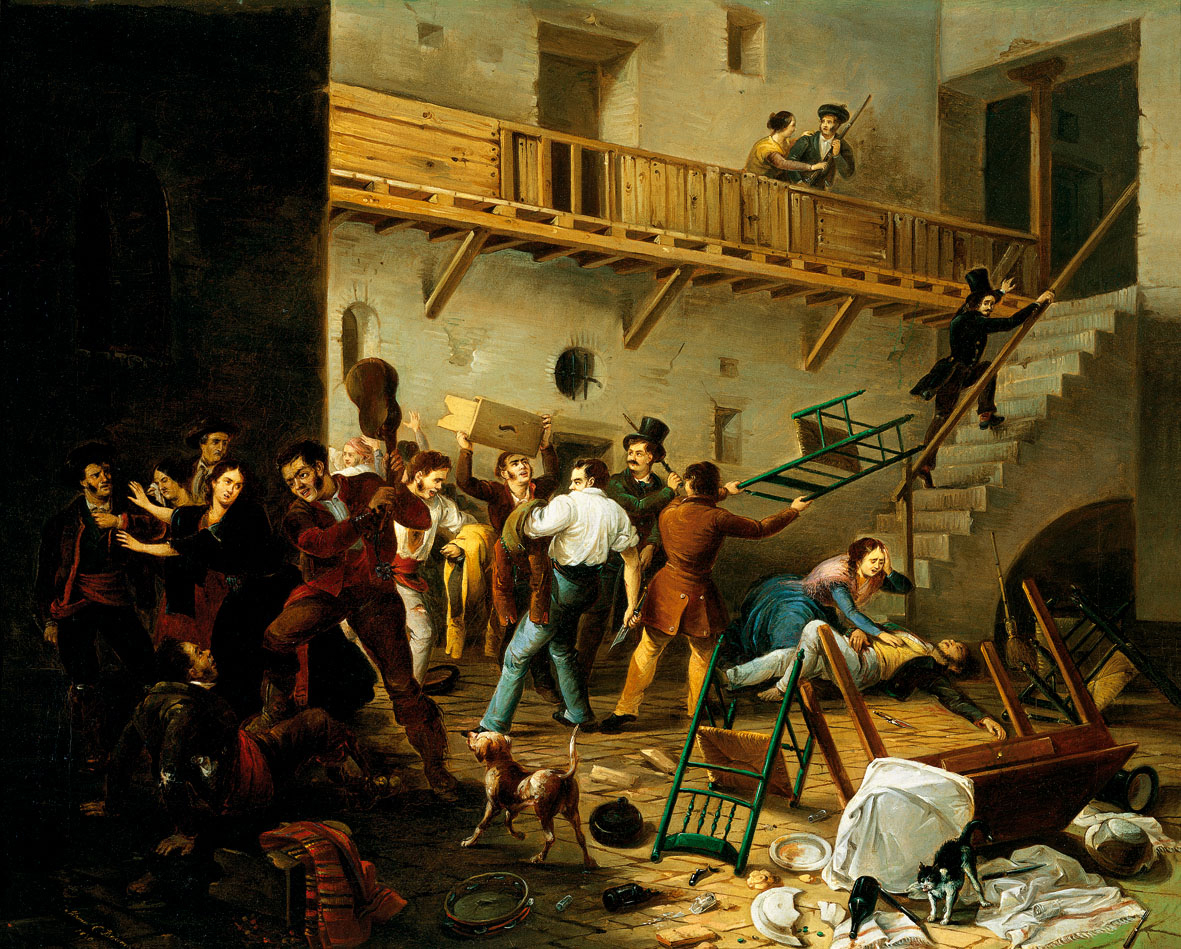
Gemälde einer Schlägerei (1850)

Eine Schlägerei ist ein mit handgreiflicher Gewalt ausgetragener Streit zwischen zwei oder mehreren Personen.
Im deutschen Strafrecht ist die Schlägerei definiert als mit gegenseitigen Körperverletzungen verbundene Auseinandersetzung zwischen mindestens drei Personen. Im Schweizerischen Strafgesetzbuch heißt der entsprechende Tatbestand Raufhandel und erfordert gleichfalls mindestens drei Teilnehmer, ebenso das österreichische Strafgesetzbuch, das beide Begriffe unterschiedslos nebeneinander verwendet.

## Entstehung
Rivalität, Beleidigungen, verletzte Ehre und Alkoholkonsum begünstigen die entsprechende Gewaltbereitschaft. Im Deutschen Wörterbuch der Brüder Grimm heißt es dazu, es sei „das schlagen auszer dem krieg, meistens von besoffenen leuten“. Eine „herrliche“ Weihnachtsschlägerei in einer Hafenkneipe findet sich in Wind der Welt von Blaise Cendrars.
Massenschlägereien sind ein Phänomen der Masse (Soziologie) bzw. Massenpsychologie.
Insbesondere Schlägertrupps können jedoch auch ein Instrument der Nötigung oder Machtausübung sein.
In der Zeit des Nationalsozialismus wurden Schlägertrupps (z. B. SA) zur politischen Machtausübung eingesetzt und deren Taten trotz Verstoß gegen die geltende Rechtsordnung vom Staat toleriert.

## Rechtliches
Eine Schlägerei kann strafrechtlich nach § 223 StGB (Körperverletzung), § 224 StGB (Gefährliche Körperverletzung),  § 226 StGB (Schwere Körperverletzung),  § 227 StGB (Körperverletzung mit Todesfolge) relevant sein.
Wenn mindestens drei Personen beteiligt sind und aus der Schlägerei eine schwere Körperverletzung oder der Tod eines Menschen resultiert, ist in Tateinheit § 231 StGB (Beteiligung an einer Schlägerei) einschlägig.
Am 25. Februar 2013 entschied der Bundesgerichtshof (Aktenzeichen 1 StR 585/12), dass eine Einwilligung in eine Schlägerei mit mindestens drei Beteiligten (auch ohne schwere Verletzung) wegen des Eskalationsrisikos grundsätzlich sittenwidrig ist, sodass die Teilnahme an einer solchen Schlägerei trotz Einwilligung grundsätzlich strafbar ist. Für Einwilligung in einen Zweikampf siehe Körperverletzung.

## Schlägerei im Film
Ähnlich wie Schießereien und Verfolgungsjagden ist die Schlägerei ein filmisches Stilmittel. Sie kommt in zahlreichen Filmgenres wie Slapstickkomödien, Western, Krimis und Actionfilmen vor. In den Filmen mit Bud Spencer und Terence Hill aber auch Jackie Chan werden Schlägereien als Mittel der Übertreibung und komisches Element eingesetzt.